# Frédéric de Grande-Bretagne
Le Prince Frédéric (Frédéric-Guillaume; 13 mai 1750 – 29 décembre 1765), est un membre de la Famille royale britannique, un petit-fils du roi Georges II et le plus jeune frère du roi Georges III.

## Biographie
Frédéric est né le 13 mai 1750, à Leicester House, Westminster, Londres. Son père est Frédéric, Prince de Galles, fils aîné de Georges II et de Caroline d'Ansbach. Sa mère est Augusta de Saxe-Gotha-Altenbourg.
Il est baptisé quatre jours plus tard, dans la même maison, par l'Évêque d'Oxford, Thomas Secker. Ses parrain et marraine sont son frère, le Prince George, son oncle maternel le prince de Saxe-Gotha-Altenbourg et de sa sœur la princesse Augusta.
Le jeune prince meurt le 29 décembre 1765, à Leicester House.

## Héritage
Fort Frederick, à Kingston, en Ontario, une fortification, composée principalement de travaux de terrassement (ingénierie), avec un mur nord de la maçonnerie de pierre, est nommé d'après lui. Fort Frederick contient l'une des Tours Martello , qui héberge le Collège Militaire Royal du Canada musée.

## Armoiries
| Blason | Blasonnement : Écartelé, en I parti: en 1 de gueules aux trois léopards d'or, armés et lampassés d'azur (d'Angleterre) ; en 2 d'or, au lion de gueules, armé et lampassé d'azur, dans un double trescheur fleuronné et contre-fleuronné du second (d'Écosse) ; en II d'azur aux trois fleurs de lis d'or (de France moderne) ; en III d'azur, à la harpe d'or, cordée d'argent (d'Irlande) ; et IV tiercé en pairle renversé, 1, de gueules, à deux léopards d'or (de Brunswick) ; 2, d'or, semé de cœurs de gueules, au lion d'azur, armé et lampassé du deuxième brochant (de Lunebourg) ; 3, de gueules, au cheval cabré d'argent, harnaché d'or (de Westphalie) ; au lambel d'argent à cinq pendants brochant, chargé en cœur d'une fleur de lis d'azure, les autres d'une rose de gueules. Commentaires : Armoiries attribuées à sa mort. |